# 匡靈秀
匡靈秀（1996年5月26日—），筆名：R.F. Kuang。
1996年出生于广州，4岁随父母移民到美国，大学毕业于乔治城大学历史系，是一名華裔美籍作家。她的父亲是湖南省耒阳人，母亲是海南人。匡灵秀成长于德克萨斯州的达拉斯。
2018年，她毕业于乔治城大学历史系，并进入英国牛津大学研究生院学习，获得中国研究硕士学位。
2020 年秋季，匡灵秀回到美国，在耶鲁大学攻读东亚语言文学博士学位。
2018年，匡靈秀發表了她的首部小說《罌粟戰爭》，並陸續發表了該系列兩部續作《The Dragon Republic》（2019）和《The Burning God》（2020）。
2022年，匡靈秀的獨立小說《巴別塔學院》（简体中文译名：《巴别塔》）出版，榮獲2023年度星雲獎最佳長篇小說獎。
2023年，匡靈秀的小說《黃色臉孔》出版。
2025年5月底，匡靈秀的小說《Katabasis》即將出版。

## 作品

### 《罌粟戰爭》系列
- 《罌粟戰爭（英语：The Poppy War）》（2018）
- 《The Dragon Republic》（2019）
- 《The Burning God》（2020）
- 《The Drowning Faith》（2020）[4]

### 其他小說
- 《巴別塔學院》（2022）[5]
- 《黃色臉孔（英语：Yellowface (novel)）》（2023）[6]
- 《Katabasis》（2025）[7]

### 短篇故事
- “The Nine Curves River”收錄於《The Book of Dragons》（2020年7月）ISBN 978-0062877161
- “Against All Odds”收錄於《From a Certain Point of View: 40 stories celebrating 40 years of The Empire Strikes Back》（2020年11月）ISBN 978-0593157749

### 非虛構
- 「How to Talk to Ghosts」收錄於《Uncanny Magazine》第21期（2018年3月6日）[8]

## 外部連結
- 官方网站
- 匡靈秀的X（前Twitter）
- 匡靈秀的Instagram帳戶
- 網路推理小說資料庫上的匡靈秀